# ナナ (小説)
『ナナ』（Nana）は、フランスの文豪エミール・ゾラが1879年に書いた自然主義の小説で、彼の代表作である。ルーゴン・マッカール叢書第9巻。『居酒屋』の続編で日本では最も訳書が多く読まれた。
ゾラはかねてからフランス第二帝政を書くにあたって高級娼婦を考えていて、綿密に取材をして構成を練った。そして他の作品同様、『ル・ヴォルテール』紙に連載された。賛否両論の評判だったが、単行本は5万部と当時としてはベストセラーになった。

## あらすじ
第二帝政期のパリのヴァリエテ座で、紳士淑女の前で全裸に近い姿で登場した新人女優ナナは、観客たちをたちまち魅了する。ナナは俳優のフォンタンと同棲する。フォンタンはナナに対し暴力を振るい、ナナを家から追い出す。その後ナナはミュファ伯爵の愛人となり、パトロン達を虜にして大金を巻き上げ散財させ破滅させる。その後突如失踪して半ば伝説の存在となる。
普仏戦争の直前に、ナナは若くして天然痘にかかり最後は醜い姿と化し、ほとんどの人々に知られぬままパリで亡くなる。ナナの亡くなった部屋の外で叫ばれる、普仏戦争の始まりを告げる群衆の「ベルリンへ!ベルリンへ!」という声で物語は終わる。

## 登場人物
ナナ(Nana)
主人公。本名 アンナ・クーポー。貧しい崩壊家庭に生まれ、暴力をふるう両親に嫌気が差して14歳で家出し、娼婦をへて舞台女優となる。舞台成功後に高級娼婦となり、上流階級の男たちを虜にして、そのすさまじいまでの浪費で次々に破滅させてゆく。何の罪悪感も感じていないが、お人好しで自由奔放。実在した高級娼婦コーラ・パールがモデルだといわれている。
ルイ（ルイゼ,Louis）
ナナの息子。ナナの16歳のときに産んだ子。
ゾエ(Zoë)
ナナの小間使。産婆の娘。
ルラ(Lerat)
バティニョルにいるナナの伯母。
マロワール(Maroilles)
ナナの古い友だということになっている。年配の婦人。
ミュファ(Le comte Muffat)
ナポレオン3世の皇后宮侍従。伯爵。ナナからはミュフと呼ばれる。最終的には辞職する。
サビーヌ(La comtesse Sabine Muffat)
ミュファの妻。シュワール侯爵の娘。フォシュリーを愛人にする。
エステル(Estelle Muffat)
ミュファの娘。ナナの元恋人であるダグネの妻。
ローズ・ミニョン(Rose Mignon)
ヴァリエテ座の女優。ナナのライバル。
サタン(Satin)
娼婦。ナナとは同性愛の関係。
ヴァンドゥーブル(Le comte de Vandeuvres)
ナナの愛人である伯爵。自分の持馬であるナナがレースに勝利するが、後に不正がばれる。厩舎内で焼身自殺をする。
ユゴン兄弟(Philippe Hugon,Georges Hugon)
兄のフィリップは軍人。ナナの為に公金を横領し、投獄される。
弟のジョルジュは17歳。ナナと兄が親しくなる事に嫉妬する。後にナナの家で自殺を図る。
フォシュリー(Fauchery)
新聞記者。ナナの事を「金蝿」と評した。サビーヌの愛人。
シュタイネル(Steiner)
銀行家。
ボルドナヴ(Bordenave)
ヴァリエテ座の支配人。
フォンタン(Fontan)
ヴァリエテ座の喜劇役者。ヴァルカン役。ナナと一時期同棲する。

## 日本語訳一覧
- 『女優ナナ』永井荷風訳、新声社、1903年。編訳本
- 『女優ナナ』松山敏訳、愛文閣、1923年
- 井上勇訳 世界文豪代表作全集刊行会、1926年
- 『女優ナナ』 西牧保雄訳、三水社、1926年（1927年7月発売禁止処分[1]）
- 宇高伸一訳、新潮社、1929年
- 三好達治訳、春陽堂、1933年
- 山口年臣訳、角川文庫、1952年、改版1969年
- 関義・安東次男訳、青木書店（上下）、1955年
- 田辺貞之助・河内清訳、岩波文庫（上下）、1955年
- 川口篤・古賀照一訳、新潮文庫（上下）、1956-59年、改版 全1巻、2006年
- 斎藤正直訳、筑摩書房、1961年、新版1978年4月。「世界文学全集」
- 山田稔訳、河出書房新社、1968年、新版1980年11月。同上
- 平岡篤頼訳、中央公論社〈世界の文学〉、1968年、新版1995年2月
- 小田光雄訳、論創社、2006年9月

## 映像化
- 女優ナナ（フランス語版）（1926年、ジャン・ルノワール監督、カトリーヌ・ヘスリング主演）フランス映画
- 女優ナナ（英語版）（1934年、ドロシー・アーズナー監督、アンナ・ステン主演）アメリカ映画
- ナナ（英語版）（1944年、ロベルト・ガバルドン、セレスティーノ・ゴロスティサ監督、ルーペ・ヴェレス主演）メキシコ映画
- 女優ナナ（1955年、クリスチャン＝ジャック監督、マルティーヌ・キャロル主演）フランス・イタリア映画
- 娼婦ナナ（1981年、モーリス・カズヌーヴ監督）フランスのTVドラマ

他に1982年にイタリア、1985年にメキシコで映画化されている。